# Veterans of Disorder
Veterans of Disorder es el octavo álbum de estudio de Royal Trux. Fue lanzado el 7 de septiembre de 1999 por Drag City.
NME lo nombró el #27 mejor álbum de 1999.

## Lista de canciones
Todas las canciones fueron escritas por Neil Hagerty y Jennifer Herrema.
Todas las canciones escritas y compuestas por Neil Hagerty and Jennifer Herrema. 
| N.º | Título                  | Duración |  |
| 1.  | «Waterpark»             | 2:14     |  |
| 2.  | «Stop»                  | 2:46     |  |
| 3.  | «The Exception»         | 2:19     |  |
| 4.  | «Second Skin»           | 2:46     |  |
| 5.  | «Witch's Tit»           | 2:47     |  |
| 6.  | «Lunch Money»           | 2:39     |  |
| 7.  | «¡Yo Se!»               | 3:30     |  |
| 8.  | «Sickazz Dog»           | 5:53     |  |
| 9.  | «Coming Out Party»      | 5:27     |  |
| 10. | «Blue Is the Frequency» | 8:54     |  |